# 情鏈
《情鏈》（羅馬化：So Wayree）為一部改编自泰国作家納拉同名小說的愛情復仇劇。由素帕差·楛納克執導，霍薩維·帕拉蓬皮桑與莫妲·娜琳叻領銜主演。此劇於2020年8月14日至9月13日，每週五至週日晚間八時三十分於泰國第7電視台首播。續集為《維瑪拉的圈套》。

## 劇情簡介
兩個不共戴天的房地產大亨，為了成為行業的頂尖人物而相互競爭。
Parin（霍薩維·帕拉蓬皮桑 飾）從沒想過自己會成為仇恨的一部分。雖然他的父親是Sirimantra的女婿，但他的母親只是一個被遺棄在美國的情婦。從小到大，他從來不知道有個父親是什麼感覺。
Paramitra（莫妲·娜琳叻 飾）是著名房地產公司「The Emperor」的唯一繼承人。她美麗、聰慧又善良，深受大家的喜愛。在出國深造之前，她被下藥與Parin發生了一夜情。四年後，她帶著一對龍鳳胎回來準備開始新的生活，但她內心的某些感覺已發生了變化。
然而，她遇到了多年前帶給她痛苦的男人，並發現他為她父親的競爭對手工作後，決定自願幫助她的父親加入戰爭遊戲，以作為報復。
Parin和Paramitra，站在戰線的兩側，作為敵人，他們會找到彼此的愛情嗎？又或者他們會繼續這一系列的復仇？

## 演員陣容
註：括號內的演員姓名為小名。

### 主要演員
- 霍薩維·帕拉蓬皮桑（Kem） 飾演 Parin Techanon（Prince / 帕林）
- 莫妲·娜琳叻（Mook） 飾演 Paramitra Issaret（Mitra / 普拉米塔）

### 其他演員
- 查納甘·彭斯里旺（Boss） 飾演 Chanathip Sirimantra（Chen）

Parin同父異母的弟弟。
- 芃蒂瓦·薩空查諳（Mint） 飾演 Kawina（Na）

Mitra的好友。
- 皮拉瓦·昆南瓦（Amp） 飾演 Sawaysirit（Gun）
- 孔查可恩·宋善藤（Gookgiik） 飾演 Naphasiri（Pam）
- 康姆克里特·杜昂蘇萬（Parn） 飾演 Traithot
- 瓦拉丹·肯蒙達（Kim） 飾演 Kroekphol
- 萨鲁特·维吉特拉南达（Big） 饰演 Chatchai

Parin和Chanathip的父亲。

## 外部連結
- MyDramaList上的《情鏈 （页面存档备份，存于）》（英文）
- 豆瓣电影上《情鏈》的資料 （简体中文）
- 互联网电影数据库（IMDb）上《情鏈》的资料（英文）